# 転生學園幻蒼録
『転生學園幻蒼録』（てんしょうがくえんげんそうろく）は2004年5月27日に発売されたPlayStation 2用ゲームソフト。ジャンルは「学園伝奇アドベンチャー」。発売元はアスミック・エース エンタテインメント、キャラクターデザインは岩崎美奈子。
システム面で今井秋芳が考案し東京魔人學園剣風帖で初めて採用された感情入力システムをベースとしているが、作品内容はまったくの別物で、関連性は皆無である。因みに東京魔人學園伝奇のディレクター・今井秋芳は、東京魔人學園伝奇の開発を担当したシャウトデザインワークスおよびその開発スタッフは、本作品に一切関わっていないことを明言している。
2006年には続編として『転生學園月光録』が発売された。

## あらすじ
霊峰・富士の山懐に抱かれた天照郷（てんしょうごう）。古より、国を災厄から鎮守（まも）りし人々が棲む輪廻転生の故郷。憑かれたモノを祓い、乱れるモノを鎮め、怒れるモノを屠る『鎮守人（しずもり）』。これは、若くして鎮守人としての宿命を受け入れ、天魔との戦いに身を投じた者たちの物語である。
天照郷の内部にある、特別公立天照館高等学校。2年生の伊波飛鳥は、ある事件がきっかけで、同校の生徒自治執行部に入部する事になる。しかし、この執行部は普通の執行部とは違い、裏執行部（討魔班）なるモノが存在していた。そこは『天魔』という化け物たちを鎮める為の養成機関であり、全国各所にその鎮守人を派遣する為の機関だった。飛鳥は、執行部で様々な天魔と戦い、姉妹校でもある月詠学院高等学校の退魔班・ペンタファングとも戦う羽目に……。そして、一人の鎮守人へと成長していくのであった。

## 登場人物

### 天照館高等学校
表向きは文武を重んじる普通の学校。その実態は、政府機関から要請を受け、異能の力の素質ある生徒たちを自然の摂理に反することなく目覚めさせ、鎮守人として昇華させる養成所であった。しかし、近年は能力を開花させる者が少なく、本来の役割を果たしていない。

#### 戦闘キャラ
伊波飛鳥（いなみ あすか）（声：鳥海浩輔）
主人公。2年伍組に在籍し、日々他の生徒と切磋琢磨しているごく普通の男子生徒。一之瀬伽月・詩月姉弟とは幼なじみ。魂神は鹿跳（ししとび）。
九条綾人（くじょう あやひと）（声：檜山修之）
3年壱組在籍、庭球（テニス）部所属。天照館生徒総代にして、生徒自治執行部部長と、同校のカリスマ的存在。武器は日本刀。魂神は風天丸（ふうてんまる）。
紫上結奈（しのかみ ゆいな）（声：又吉愛）
2年伍組在籍、茶道部所属。執行部参事として九条を支えている少女。誠実な大和撫子。法術の使い手。魂神は皆鶴（みなづる）。
一之瀬伽月（いちのせ かづき）（声：川上とも子）
2年伍組在籍。主人公の幼なじみでもある。戦隊ヒーローに憧れるお転婆な少女。格闘を使用した攻撃に長けている。魂神は磨墨（するすみ）。
榊原拓実（さかきばらたくみ）（声：笹島かほる）
2年伍組在籍。天照館の姉妹校・須佐高校から編入してきた転校生。後に交歓学生制度により、御神晃と入れ替わりで月詠学院に転校する。そのため一人だけ制服が違う。魂神は不知火（しらぬい）。
那須乃美沙紀（なすの みさき）（声：榎本温子）
2年壱組在籍、弓道部所属で遠距離攻撃を得意とする。高飛車なお嬢様で、主人公や伽月、ペンタファングのメンバーなどを馬鹿にしている。魂神は白波（しらなみ）。
若林誠（わかばやし まこと）（声：うえだゆうじ）
2年伍組在籍、園芸部所属。那須乃の幼なじみでもあり、彼女に召使いのようにこき使われている大人しい少年。武器は日本刀。魂神は大和（やまと）。
真田琴音（さなだ ことね）（声：斎藤千和）
1年参組在籍。高校生とは思えないほどの幼い外見とは違って、学業は非常に優秀。和傘を武器とする。魂神は佐助（さすけ）。
宝蔵院鼎（ほうぞういん かなえ）（声：長嶝高士）
3年壱組在籍、応援部OB。槍術流派宝蔵院派の師範代でもある。犬が大の苦手という意外な一面も。全国各地へ天魔を鎮める旅に出ているため、出席日数不足により、20歳になった現在でも未だ卒業できていない。魂神は己魔（こま）。

#### 非戦闘キャラ
一之瀬詩月（いちのせ しづき）（声：浅川悠）
1年参組在籍。伽月の双子の弟。現在は休学し自宅療養中。
石見隼人（いわみ はやと）（声：望月健一）
2年伍組担任。顔に昔の戦いでできた傷があるが、おとなしい性格。
山吹夏子（やまぶき なつこ）（声：今井麻美）
生徒自治執行部顧問。やや学生気分が抜けていないところが生徒に受けている。
大津勝彦（おおつ かつひこ）（声：宮田浩徳）
天照郷郷司。天照館高等学校の名誉理事長でもある。
安倍晴秋（あべ はるあき）（声：藤田圭宣）
天照館中等部3年。驚異的な潜在能力を持つが、討魔活動は許されていない。上級生にもタメ口で会話する。

### 月詠学院高等部
東京都にある未来的な高校。天照郷の方針に異を唱えた者達によって設立された。天照館より更に優れた鎮守人を育成する為、薬物や遺伝子操作と、手段を選ばない。

#### 戦闘キャラ
飛河薙（ひかわ なぎ）（声：緑川光）
SG科2年B組在籍、文学部所属。ペンタファングリーダー。冷静沈着ではあるが、人としての感情が極めて乏しい。武器は西洋剣。魂神はZephyros（ゼフィロス）。
京羅樹崇志（きょうらぎ たかし）（声：鳥海浩輔）
SG科2年D組在籍、軽音楽部所属。ペンタファングメンバー。女たらしなところがある。視力は失いつつあるが生活に支障はない。武器はビリヤードのキュー。魂神はIndra（インドラ）。
御神晃（みかみ こう）（声：小野坂昌也）
SG科2年D組在籍。ペンタファングメンバー。関西弁を話すお調子者。飛河、京羅樹とは幼なじみでもある。後に交歓学生制度により、榊原拓実と入れ替わりで天照館に転校する。武器は槍。魂神は阿具仁（あぐに）。
姫宮伊織（ひめみや いおり）（声：佐久間紅美）
SG科2年D組在籍、新体操部所属。ペンタファングメンバー。極端な二面性を持つ少女。普段は猫を被っているが、どうでもいい相手には手厳しい態度を取り、特に御神には容赦ないツッコミを入れている。武器は新体操用のリボン。魂神はSetbas（セト・バアス）。
鳳翔凛（ほうしょう りん）（声：浅川悠）
SG科2年B組在籍、生徒会副会長。ペンタファングの副隊長を務める男装の女剣士。京羅樹の軽い性格に嫌悪感を抱く。武器は西洋剣。魂神はHεkatε（ヘカーテ）。

#### 非戦闘キャラ
橘愛子（たちばな あいこ）（声：笹島かほる）
普通科1年D組在籍、文芸部所属。月詠学院では非常に珍しい御神の熱烈なファンでもある。
呉梨華（くれ りか）（声：伊藤瞳子）
月詠学院の生体化学教師。
森准一郎（もり じゅんいちろう）（声：宮田浩徳）
月詠学院学院長。

### その他のキャラクター
玉依（たまより）（声：今井麻美）
天照郷の祭事を仕切る七瀬神宮の禰宜。
菊宮彩女（きくみや あやめ）（声：山田美穂）
天照郷にあるよろず屋「菊宮堂」の店主。石見とは戦友。
嘉瀬深雪（かぜ みゆき）（声：佐久間紅美）
神祇庁専任審議官。呉梨華とは高校時代からの友人でもある。
風間康胤（かざま やすたね）（声：望月健一）
天照郷の実力者。九条達の師匠。
イズナ（いずな）（声：山田美穂）
幻術や妖術で主人公達を襲う女性。
法眼（ほうげん）（声：長嶝高士）
謎の男。主人公達にとって倒さなくてはならない存在。

## Webラジオ
『転生學園放送部』のタイトルで2004年5月27日から11月18日までアニメイトTVにて配信していた。毎週木曜日更新。パーソナリティは緑川光（飛河薙 役）、鳥海浩輔（伊波飛鳥 役）